# Salvi per un capello
Salvi per un capello (An Everlasting Piece) è un film del 2000 diretto da Barry Levinson e scritto ed interpretato da Barry McEvoy, basatosi su vicende realmente accadute al padre negli anni ottanta, nell'ambito del conflitto nordirlandese.

## Trama
Colin e George sono soci in affari nella Belfast degli anni '80, nonostante il primo sia cattolico e il secondo protestante. Dopo aver convinto un venditore di parrucche a cedere loro l'attività, i due cominciano con le vendite porta a porta, trovandosi sempre in quartieri pericolosi per l'uno o per l'altro. Proprio quando il loro distributore sembra passare alla concorrenza, Colin e George riescono ad ottenere ordini consistenti ma una delle loro parrucche finisce in mano all'IRA.

## Produzione e distribuzione
Le riprese, effettuate a Belfast e Dublino, sono cominciate il 15 ottobre 1999 e sono terminate il 26 gennaio 2000.
Il film è uscito nelle sale cinematografiche statunitensi il 25 dicembre 2000, con una distribuzione limitata, e in Irlanda il 23 marzo 2001. In Italia è uscito direttamente in DVD.

## Accoglienza

### Incassi
Negli Stati Uniti il film ha riportato un incasso di 9.128 dollari nella prima settimana di proiezione in cui è uscito in sole otto sale. Al 14 gennaio 2001 gli incassi complessivi sono stati di circa 75.000 dollari, a fronte di un budget di circa 14 milioni di dollari.

### Critica
Il sito Metacritic assegna al film un punteggio di 56 su 100 basato su 18 recensioni, mentre il sito Rotten Tomatoes riporta il 48% di recensioni professionali con un giudizio positivo, con un voto medio di 5,1 su 10.
Il film ha ricevuto giudizi discordanti alla sua uscita. Il critico Roger Ebert lo ha definito audace e sfacciato, e Kevin Thomas del Los Angeles Times «una commedia di significati alti e demenziali che sfiora senza sforzi argomenti riguardanti le scelte morali, la riconciliazione, il perdono e il valore del gesto generoso».
Su Rolling Stone Peter Travers ha elogiato la sceneggiatura di Barry McEvoy e la regia di Levinson, che «lascia trapelare le risate senza banalizzare i conflitti irlandesi», mentre secondo Peter Stack del San Francisco Chronicle il film «ha abbastanza eccentricità e senso del divertimento», anche se «il suo fascino bizzarro rischia di evaporare un minuto dopo i titoli di testa».
Tra i giudizi negativi ci sono quelli di Casey McCabe, che su Movie Magazine International scrive che «Levinson non porta il film oltre i ricercati giochi di parole da cui dipende», Jason Clark di AllMovie, secondo il quale «il film non è in grado di affrontare i temi importanti che affronta e, allo stesso tempo, non è leggero e abbastanza frivolo per passare come geniale intrattenimento», e David Germain di Associated Press: «La commedia si mostra presto a corto di idee e l'interazione tra i personaggi principali a volte non è sufficiente a sopperire».

## Colonna sonora
La colonna sonora è stata composta e prodotta dal musicista tedesco Hans Zimmer, autore delle musiche di numerosi film di successo come Rain Man - L'uomo della pioggia, Thelma & Louise e Il gladiatore, ed eseguita da The Jigs, ovvero Patrick Cassidy, Richard Cook, Craig Eastman, Max Hoetzel, Davey Johnstone, Barry Levinson, Heitor Pereira, Dave Raven, Jeff Rona e Martin Tillman. È stata pubblicata nel dicembre 2000 dall'etichetta Varèse Sarabande e nel 2001 ha fruttato a Zimmer una nomination ai World Soundtrack Awards come compositore di colonne sonore dell'anno.

### Tracce
- Repo Man - 3:54
- The Demon Barber Of Dublin - 0:54
- One Hundred And Ninety - 3:53
- Day Job - 2:08
- You Gotta Lose To Win - 2:22
- Toupée Or Not Toupée - 2:18
- The Rant - 1:07
- Glass Slipper - 0:47
- I'm A Dick - 2:12
- It Takes A Woman - 2:05
- The Piecemaker - 1:26
- Piece On Earth - 1:53
- The Piece People - 1:30
- F**kin' Genius - 4:58
- Piece Offering - 6:04
- Jiggy's Last Jam - 4:09

## La causa contro la DreamWorks
Nel 2001, il co-produttore Jerome O'Connor ha intentato una causa da 10 milioni di dollari contro la DreamWorks per aver ridotto la distribuzione a 8 sale dalle 800 previste negli Stati Uniti, nonostante il film avesse ricevuto recensioni favorevoli. Secondo O'Connor il film sarebbe stato "sabotato" perché Barry Levinson non aveva cambiato alcune scene su richiesta dei funzionari britannici del Foreign Office, secondo i quali sarebbe stato fatto un "ritratto solidale" dell'IRA, e i funzionari della DreamWorks temevano che il film potesse interferire con l'ottenimento da parte di Steven Spielberg, fondatore degli studios, di un cavalierato onorario che ha poi ricevuto nel gennaio 2001.
O'Connor ha sostenuto che l'allora Primo Ministro Tony Blair aveva disposto un prestito di attrezzature militari e 2.000 soldati per la serie Band of Brothers - Fratelli al fronte, co-prodotta da Spielberg e trasmessa nel 2001, e che lo stesso Spielberg aveva offerto a uno dei figli di Blair un lavoro nella produzione, ipotizzando quindi un sinallagma.
Nel febbraio del 2011 la causa è stata respinta da un tribunale di New York. Il consulente legale di O'Connor si è riservato il diritto di presentare ricorso.